# Tratado de Badajoz (1267)
O Tratado de Badajoz foi assinado em 16 de Fevereiro de 1267 por Afonso III de Portugal e Afonso X de Leão e teve como objectivo estabelecer a quem pertencia o Reino do Algarve, se ao Reino de Portugal ou se ao Reino de Leão e Castela. O rei de Castela e de Leão alegava direitos devido à posse de feudos no Algarve, mas com a assinatura do tratado foi estabelecido bases de cooperação e de amizade entre ambos os reinos.
Pelos termos deste texto, o rio Guadiana tornou-se a fronteira entre as duas coroas a partir da foz do Caia, cedendo o rei português Aroche e Aracena ao rei castelhano em troca do reconhecimento dos direitos ao Algarve português e o fim da vassalagem, com o dever de “auxilium” militar associado. 